# Skendöd

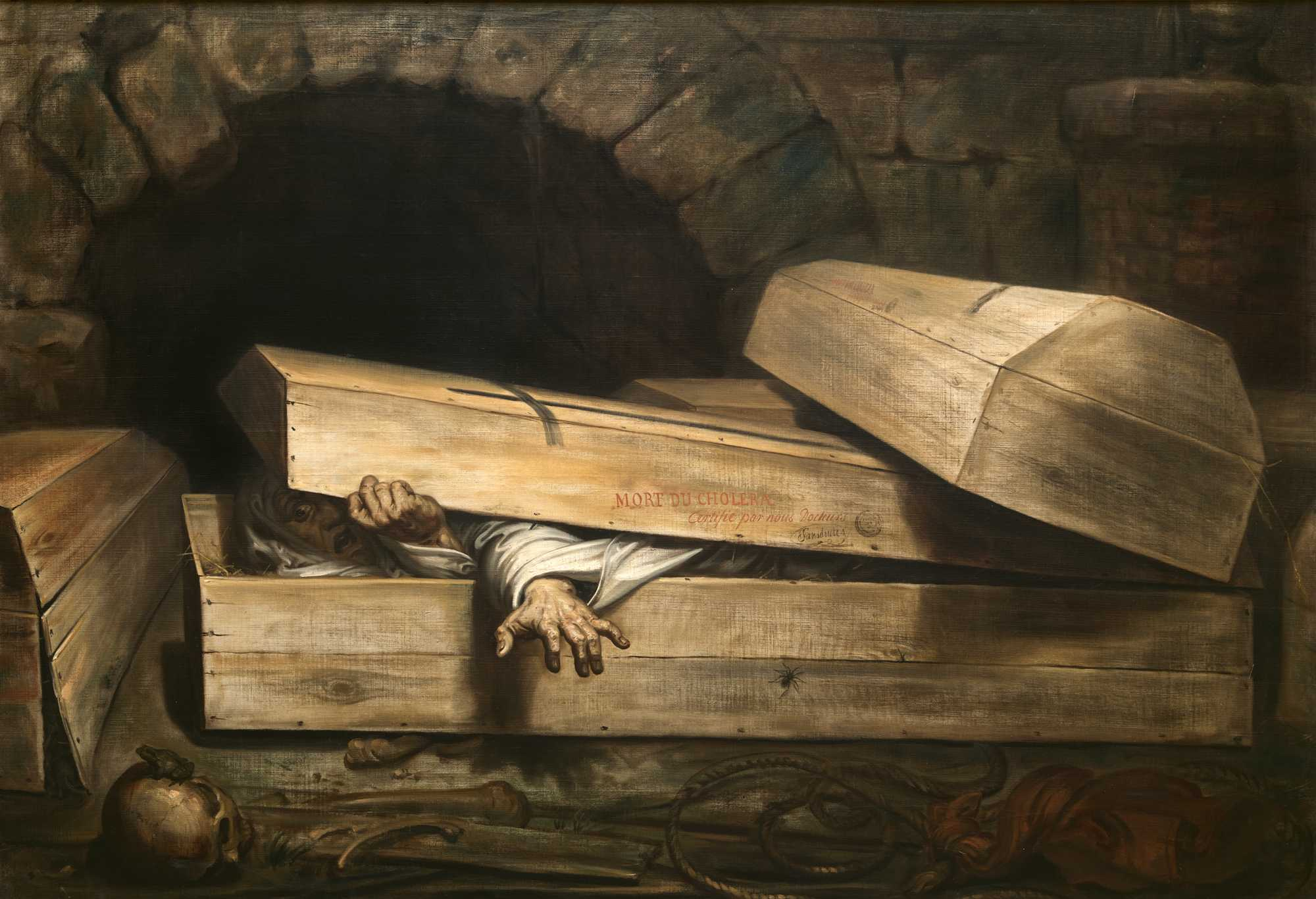
Skendöd som tar sig ut ur sin kista. Målning av Antoine Wiertz från 1854.

Skendöd är ett tillstånd då människan till synes är död men inte är det. Tillståndet kan uppkomma på grund av extremt låg kroppsaktivitet som gör det svårt att registrera hjärt- och andningsaktivitet.
Att människor av misstag blev dödförklarade kunde hända förr då det inte fanns vår tids utrustning för att kontrollera om någon verkligen var död.

## Historia
Skendöd har givit upphov till många historier om människor som kommit tillbaka efter döden. Människor har trott att det varit ett mirakel och att de helt enkelt trott att personen har uppstått från de döda. Många religioner stödjer dessa teorier medan andra kulturer har sett personerna som odöda.
Det finns påstådda berättelser om att man, när gamla gravar har öppnats, har funnit att de "döda" i kistorna har rispat med sina naglar på kistlockets insida, då de desperat har försökt ta sig ut, efter att av misstag ha blivit levande begravda.[källa behövs]
Under 1800-talet började man ta problem med folk som blev begravda av misstag på allvar och många var rädda för att bli det. I boken Undrens verld från 1884 påstås att på 1500 dödsfall fanns statistiskt en skendöd.
Den ryske greven Michel de Karnice-Karnicki uppfann 1897 en kista för att levande begravda skulle kunna räddas; en kista som kom att kallas ”Le Karnice” försedd med bland annat "ventilation genom ett särskilt rör". Detta efter att han bevittnat att en belgisk flicka vaknat då hennes kista sänktes ner i graven. Han bestämde sig för att göra något åt detta, eftersom händelsen berört honom starkt. Fler uppfinnare har inspirerats av Karnice. Så sent som 2004 lanserade den franske uppfinnaren Angel Hays en säkerhetskista.
En känd person med dokumenterad rädsla för skendödhet var Alfred Nobel, i vars testamente stod att den läkare som dödförklarade honom skulle skära av pulsådern på honom som säkerhetsåtgärd. Ett annat exempel är den polske kompositören Frédéric Chopin som i sitt sista brev skrev: "...Som allt detta skulle komma kväva mig, besvärar jag er att låta öppna min kropp, så att jag inte blir levande begravd."